# موزه ملی ورزش ایران
موزه ملی ورزش ایران، موزه ورزش کشوری ایران است که دستاوردها و یادواره‌های سرآمد ورزش ایران را به نمایش می‌گذارد. این موزه در تهران، پایتخت ایران جای دارد و دارندهٔ آن، کمیته ملی المپیک است.

## پیشینه
در می ۲۰۱۹، این موزه در آیینی با حضور مدیران ورزشی و سیاسی ایران، گشایش یافت و به بهره‌برداری رسید.
اندکی پس از گشایش موزه، شمار بسیاری از ورزشکاران ایرانی مدال‌ها و دستاوردهای نمادین خود را به موزه هدیه کردند.

## ساختمان، طبقه‌ها و گنجینه‌ها

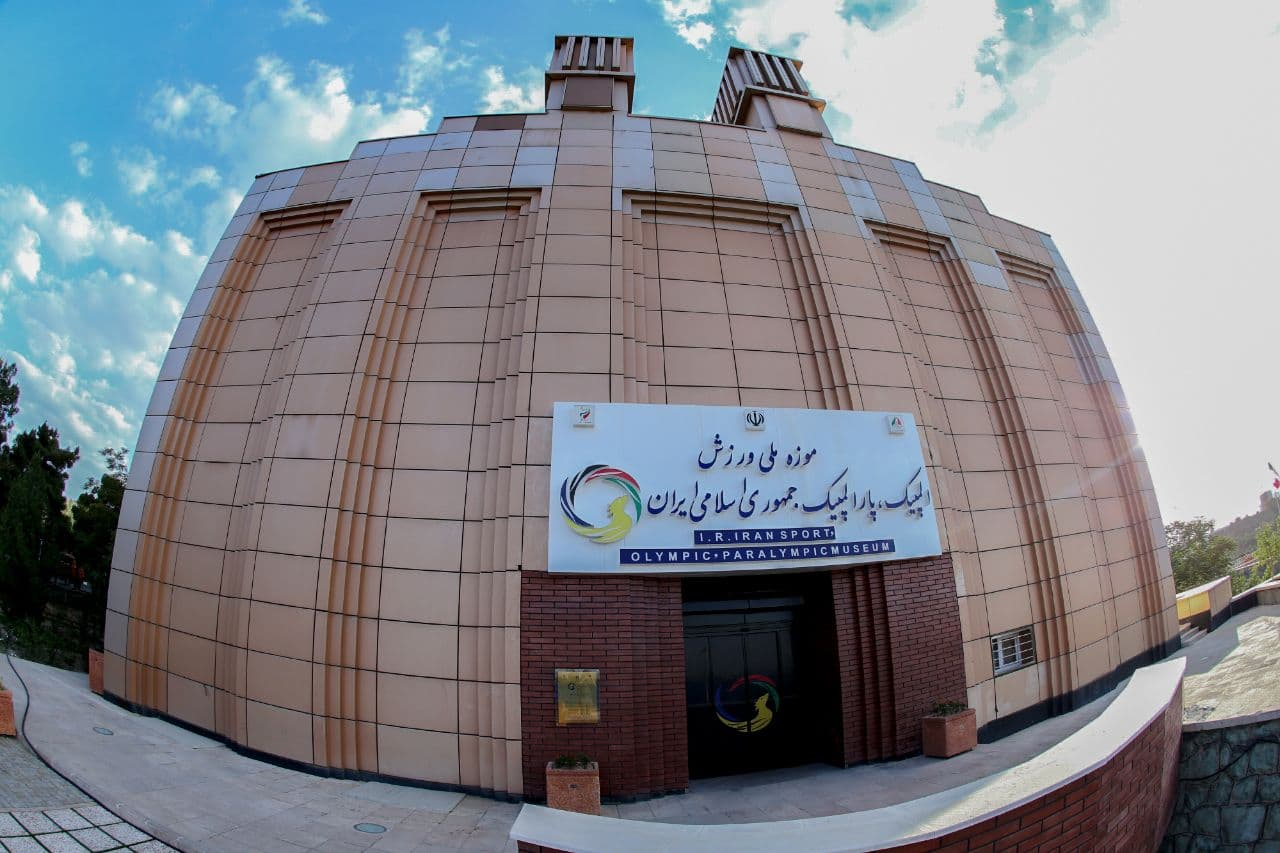
نمایی از ساختمان موزه

موزه ملی ورزش، المپیک، پارالمپیک سه طبقه به مساحت ۲۵۰۰ مترمربع دارد. نزدیک ۵۰۰ مترمربع این فضا شامل فضای ورودی در طبقه همکف و ۲۰۰۰ مترمربع آن در دو طبقه (هر طبقه ۱۰۰۰ مترمربع) برای نمایش دستاوردها، افتخارها و یادبودها و معرفی تاریخ ورزش ایران و تاریخ المپیک و پارالمپیک و بسیاری دیگر است.

### طبقه همکف
طبقه همکف موزه شامل پذیرش، کیف داری و تالار مشاهیر ورزش ایران است.

### طبقه اول موزه (المپیک و پارالمپیک)
- طبقه اول موزه به تاریخ المپیک و پارالمپیک می‌پردازد:
- تالار معرفی تاریخ المپیک باستان و المپیک نوین
- تالار بیان فلسفه المپیک نوین (که آن را جنبش المپیک می‌نامند)
- تالار معرفی تاریخ پارالمپیک و فلسفه وجودی آن
- تالار معرفی اهداف، آرمان‌ها، نمادهای المپیک و…
- تالار گاهشماری (کرونولوژی) بازی‌های المپیک، پارالمپیک، آسیایی و جوانان
- تالار معرفی ورزش‌های المپیک و پارالمپیک تابستانی و زمستانی
- و بسیاری دیگر…

### طبقه دوم (تاریخ ورزش کهن و نوین ایران)
طبقه دوم موزه به معرفی تاریخ ورزش ایران تا به امروز می‌پردازد:
- تالار تاریخ ورزش ایران به بلندای هزاره‌ها که به تاریخ ورزش کهن ایران می‌پردازد.
- تالار نهادینه شدن تربیت بدنی و ورزش
- تالار جرگه جوانمردان که به سابقهٔ پهلوانی و جوانمردی از جمله اشیاء ارزشمندی از جمله جهان پهلوان تختی می‌پردازد.
- تالار معرفی ورزش‌های ملی شامل زورخانه، چوگان، کشتی
- تالار رسانه در ورزش
- تالار نمایش مدال‌ها و کاپ و افتخارات قهرمانی
- و بسیاری دیگر …

## نگارخانه

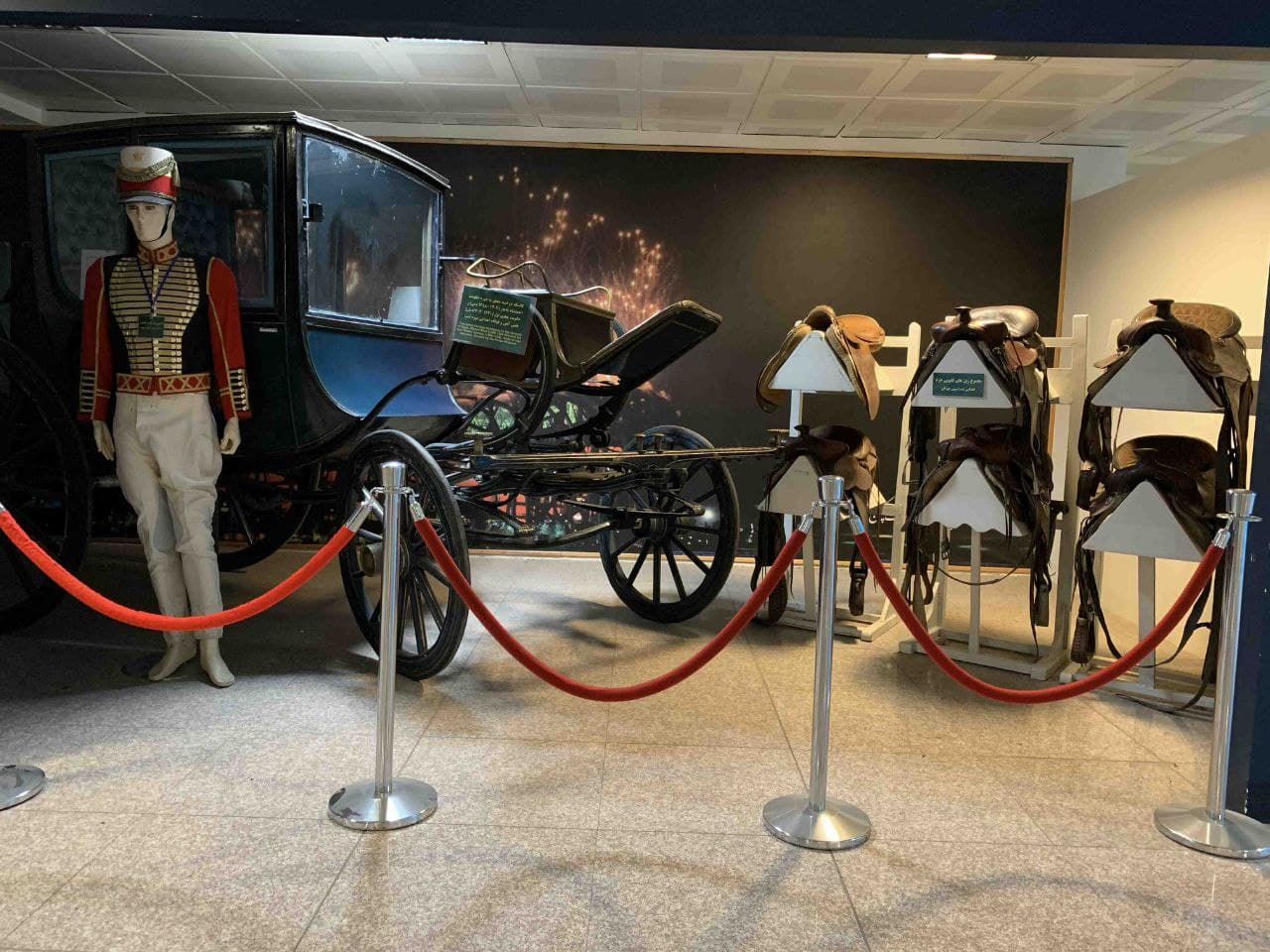
طبقه همکف موزه
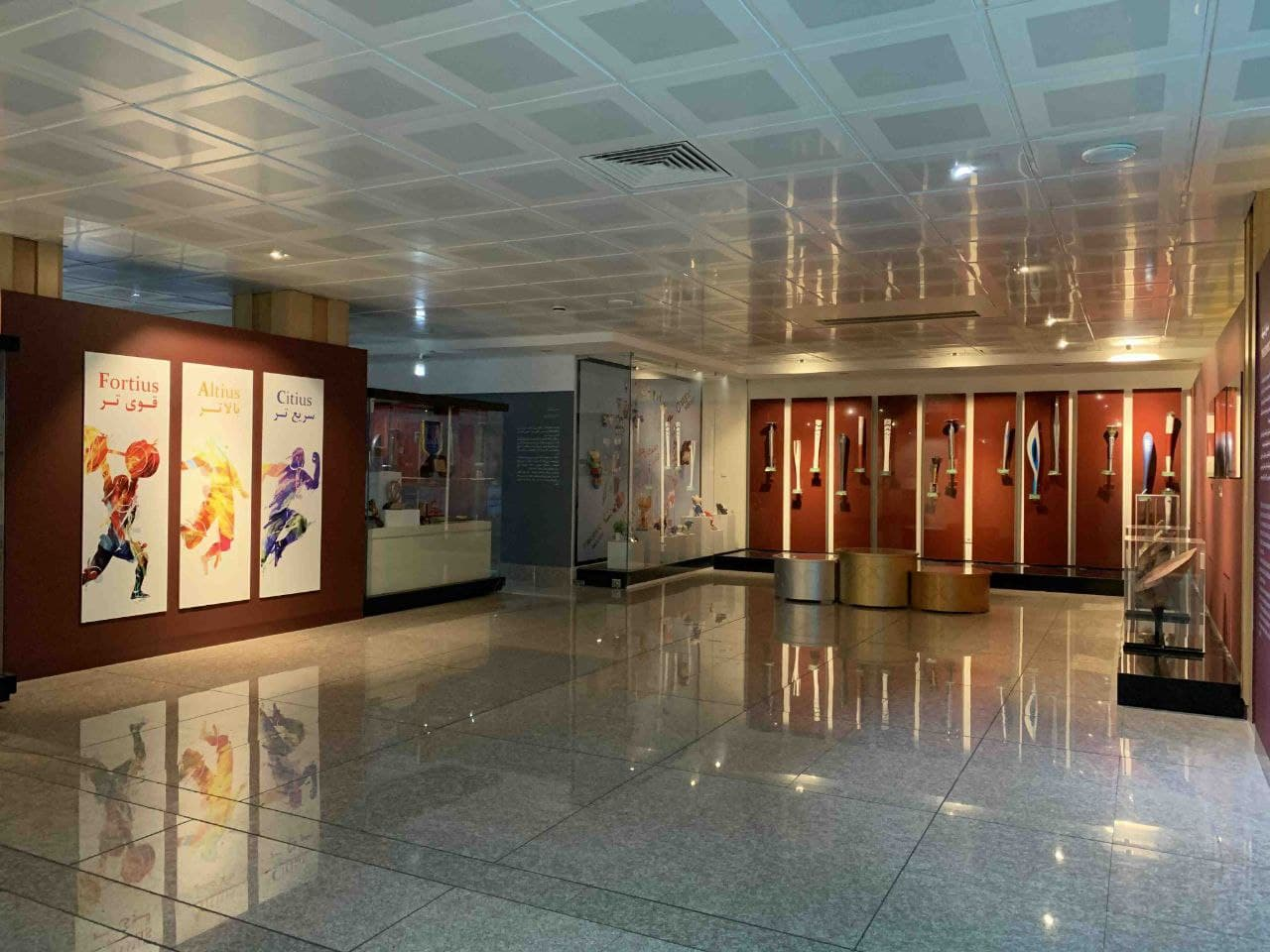
طبقه اول موزه،تالار اصول و نشانه‌های المپیک
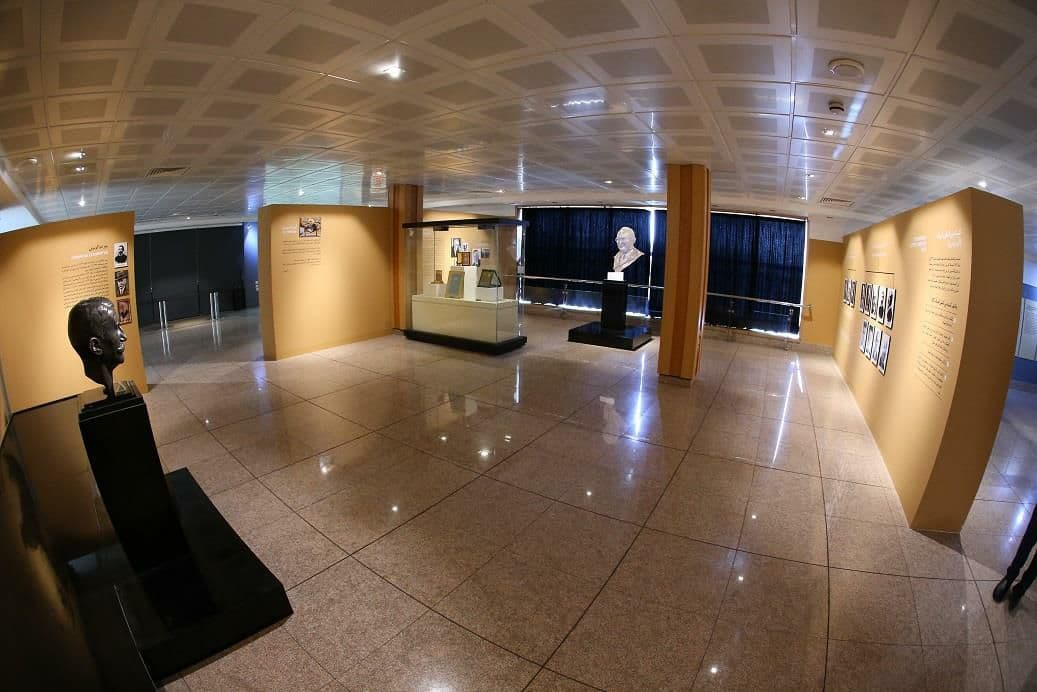
تالار المپیک نوین
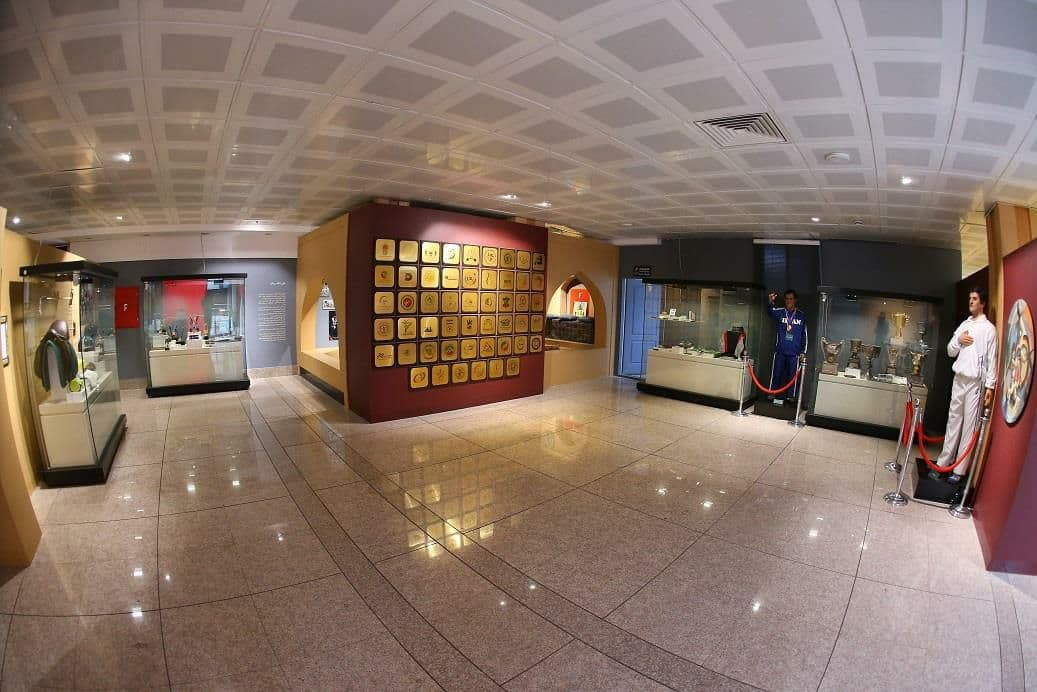
تالار ورزشهای کهن ایران
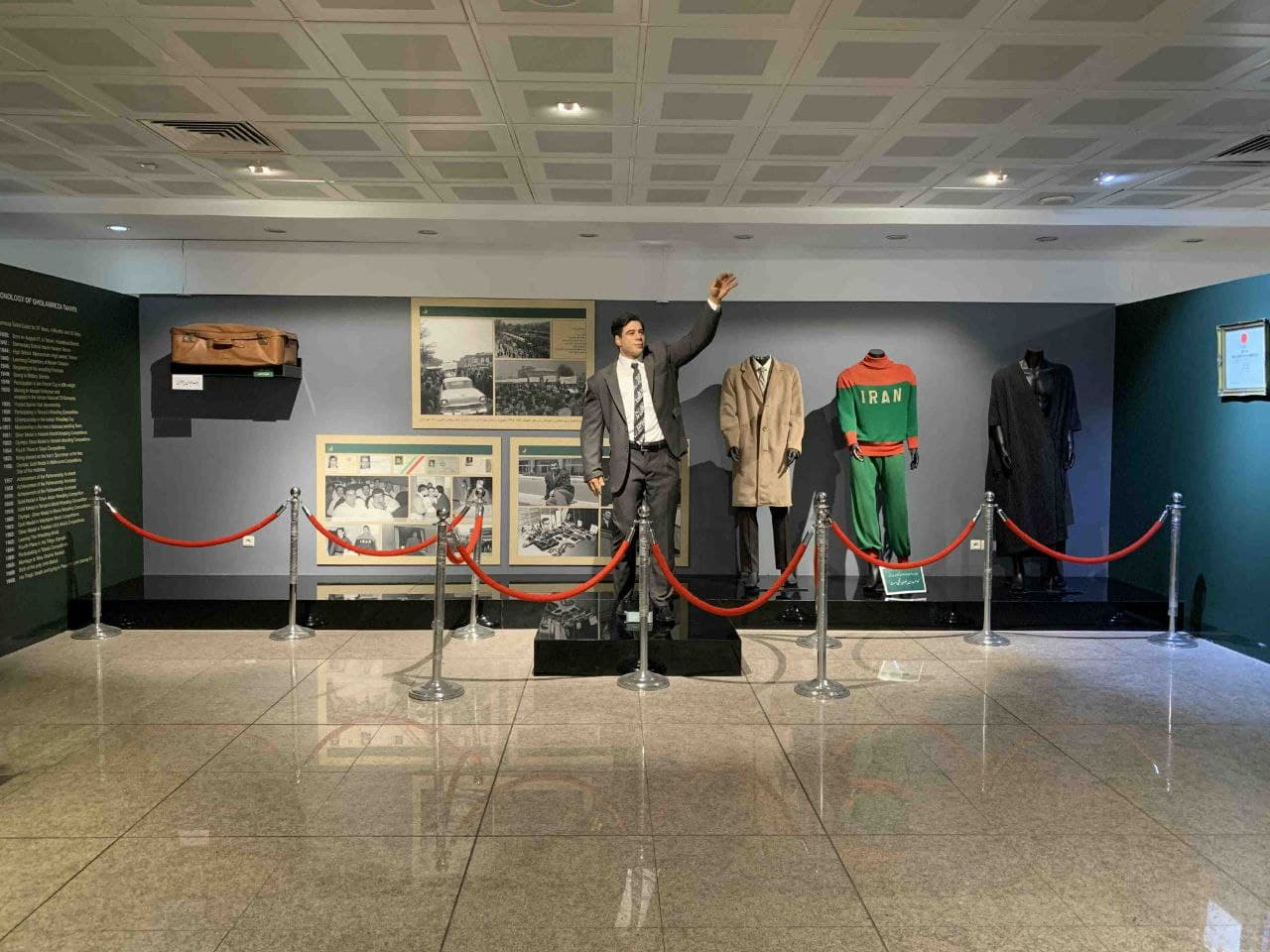
تالار جوانمردی و پهلوانی۱
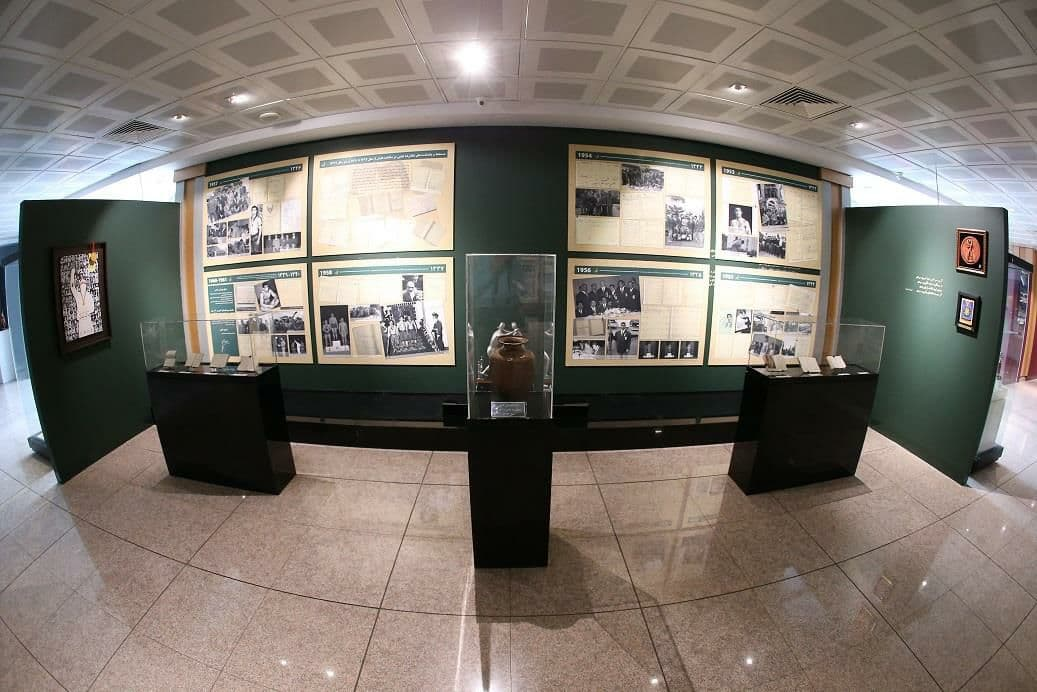
تالار جوانمردی و پهلوانی۲
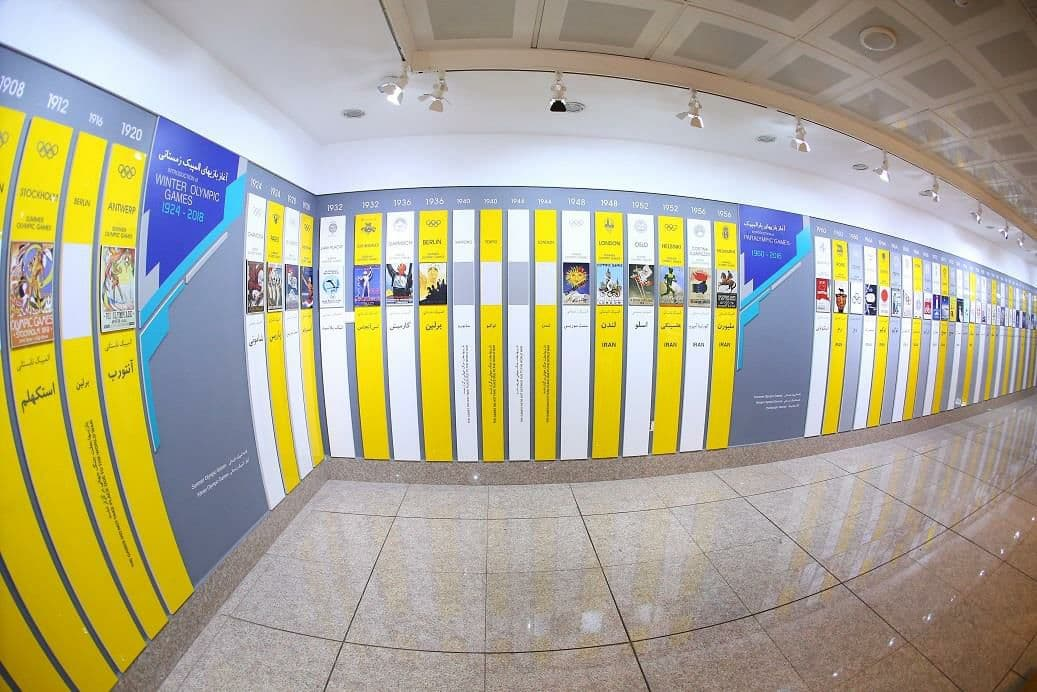
گاه شمار بازی‌های المپیک
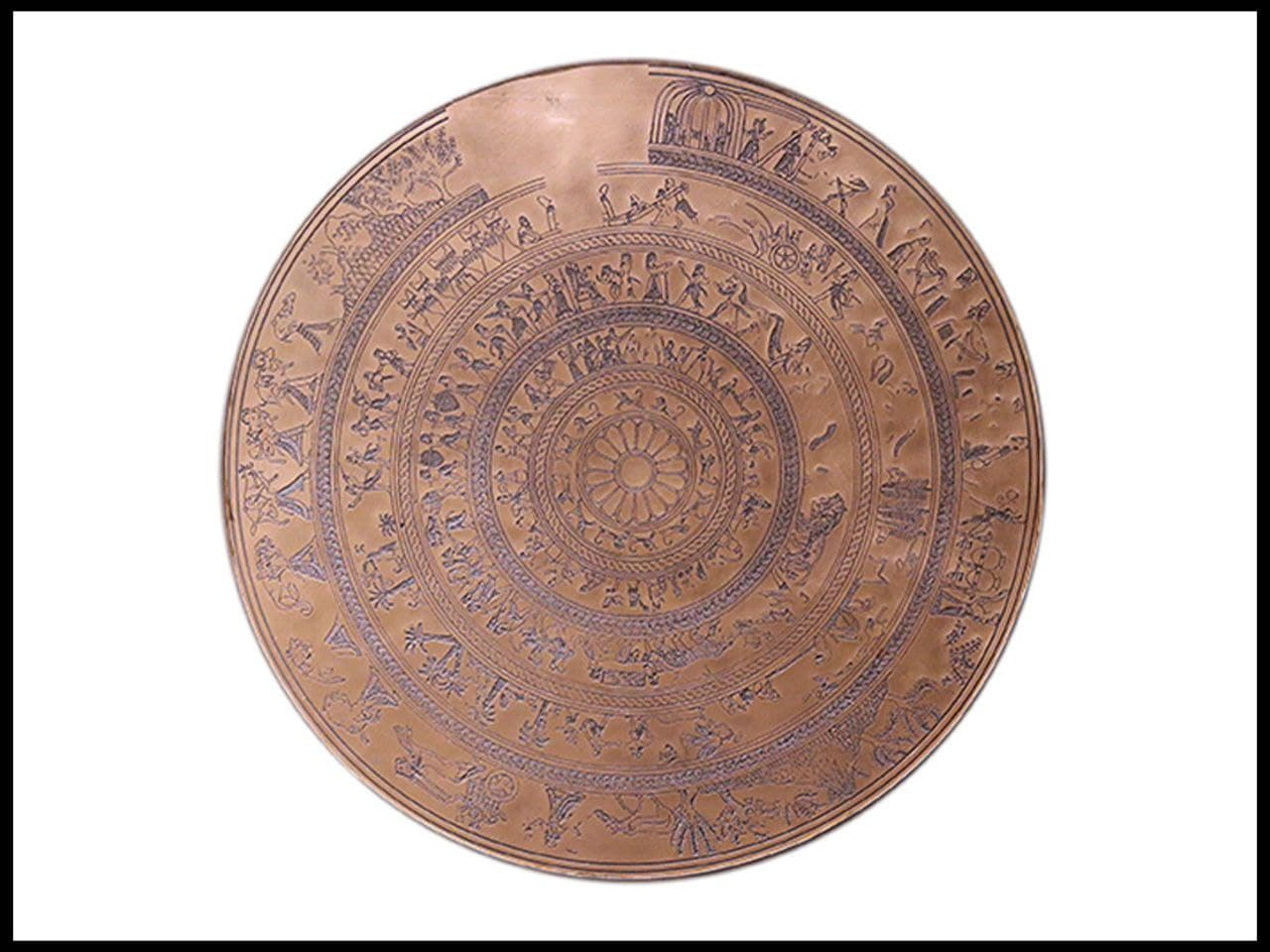
جام ارجان
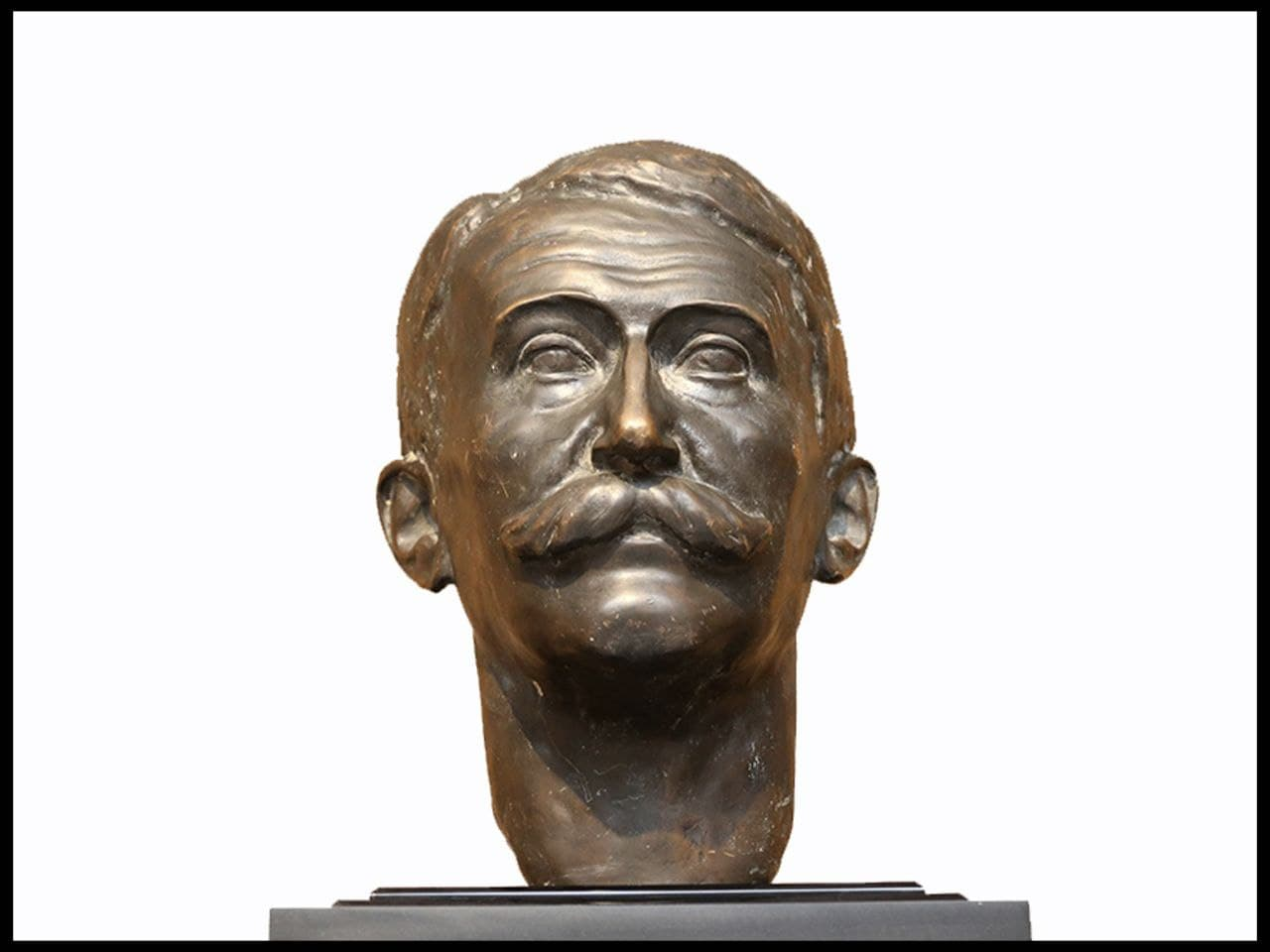
سردیس آقای بارون پیر دو کوبرتن
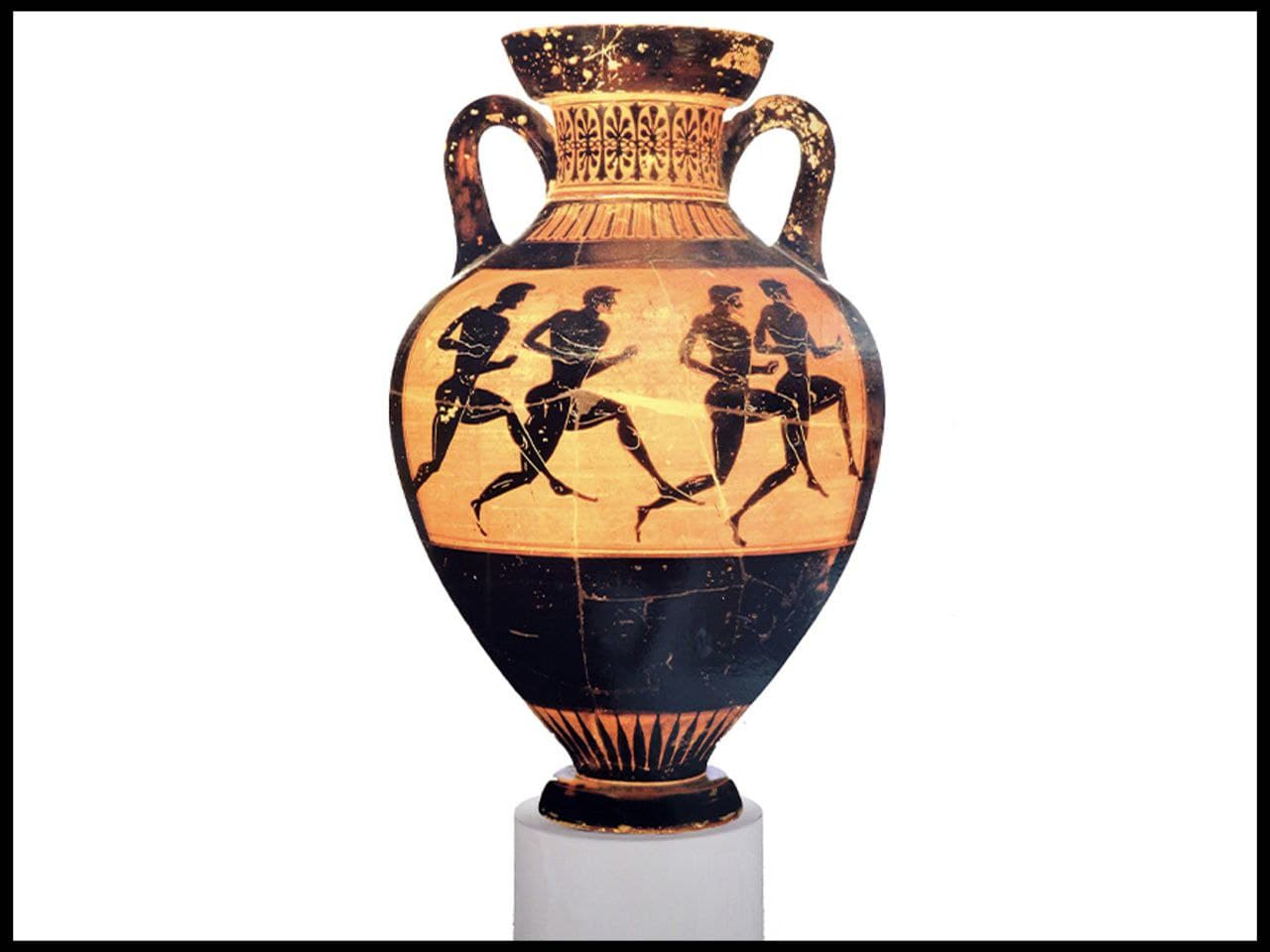
آمفورا
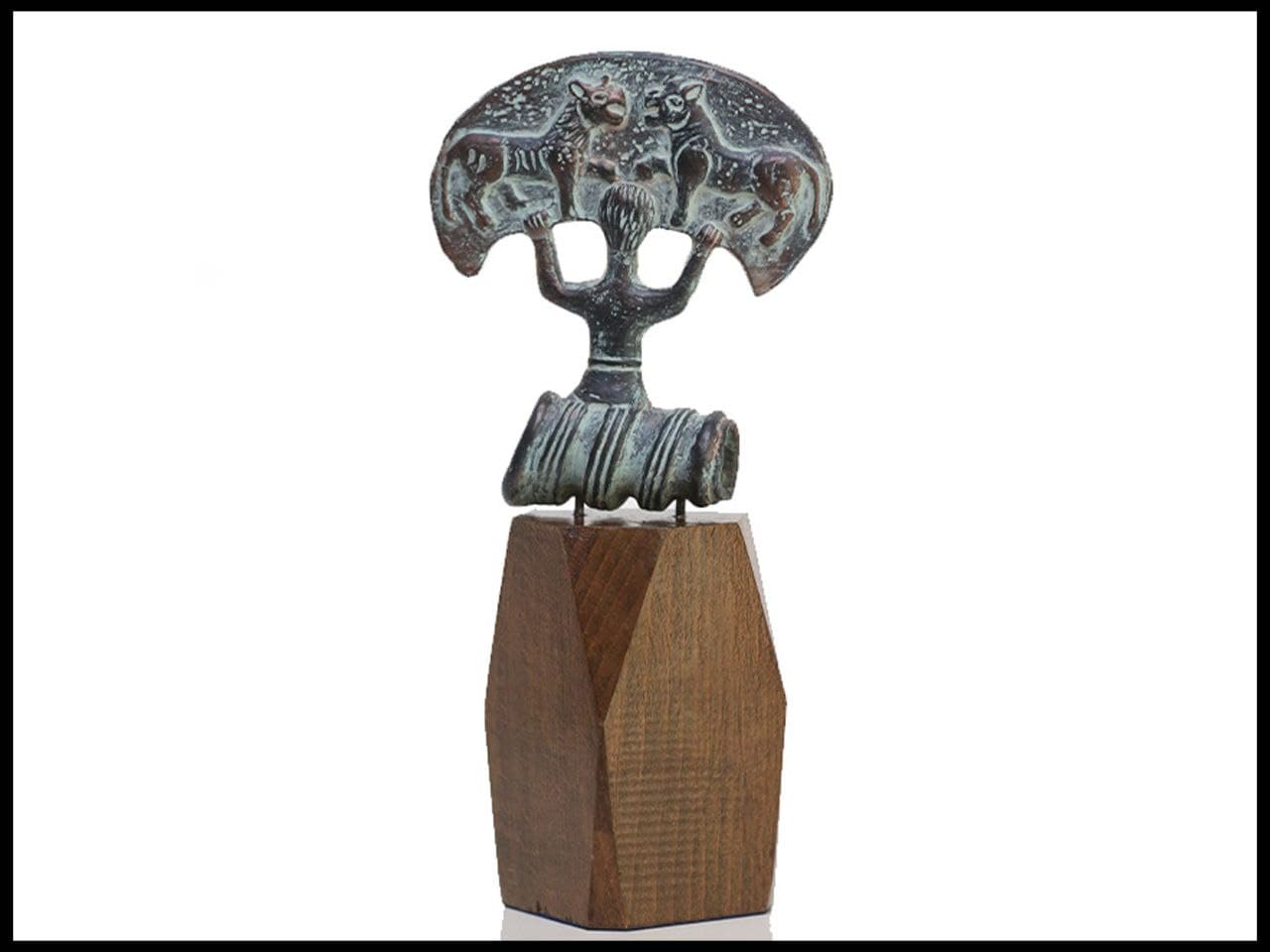
تبر مفرغی لرستان
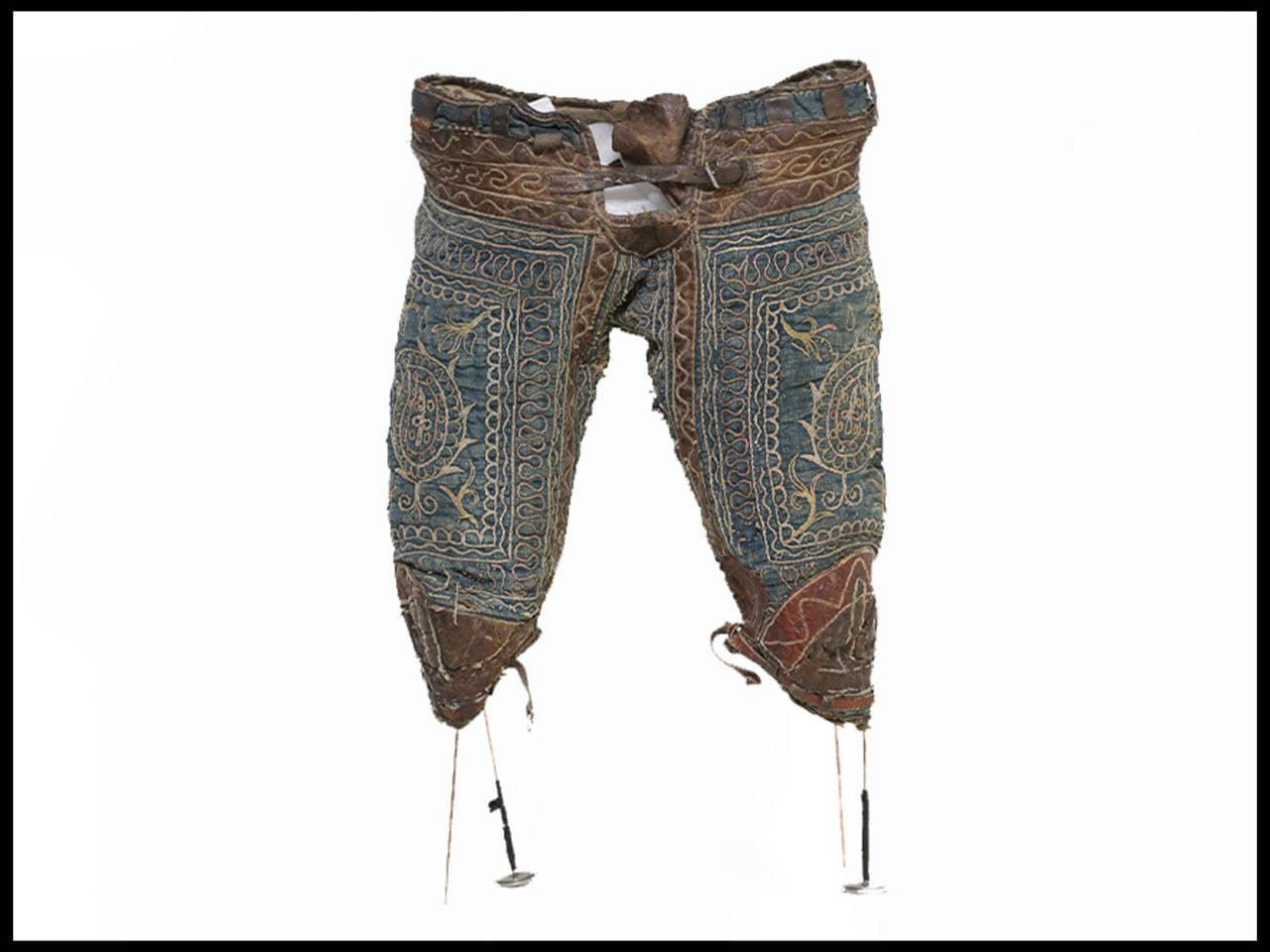
شلوار پهلوانی متعلق به جهان پهلوان تختی
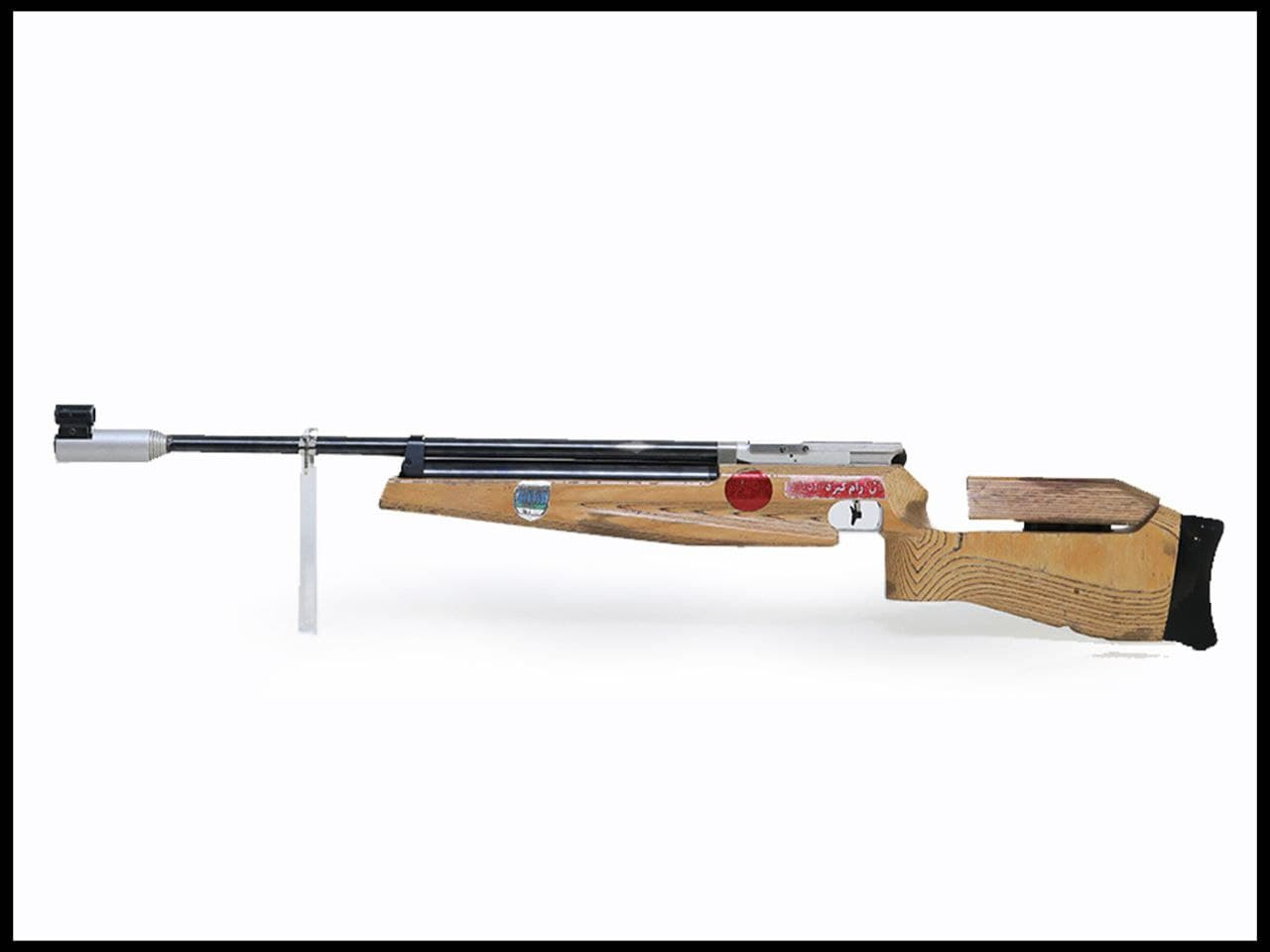
اسلحه عنایت اله بخارایی
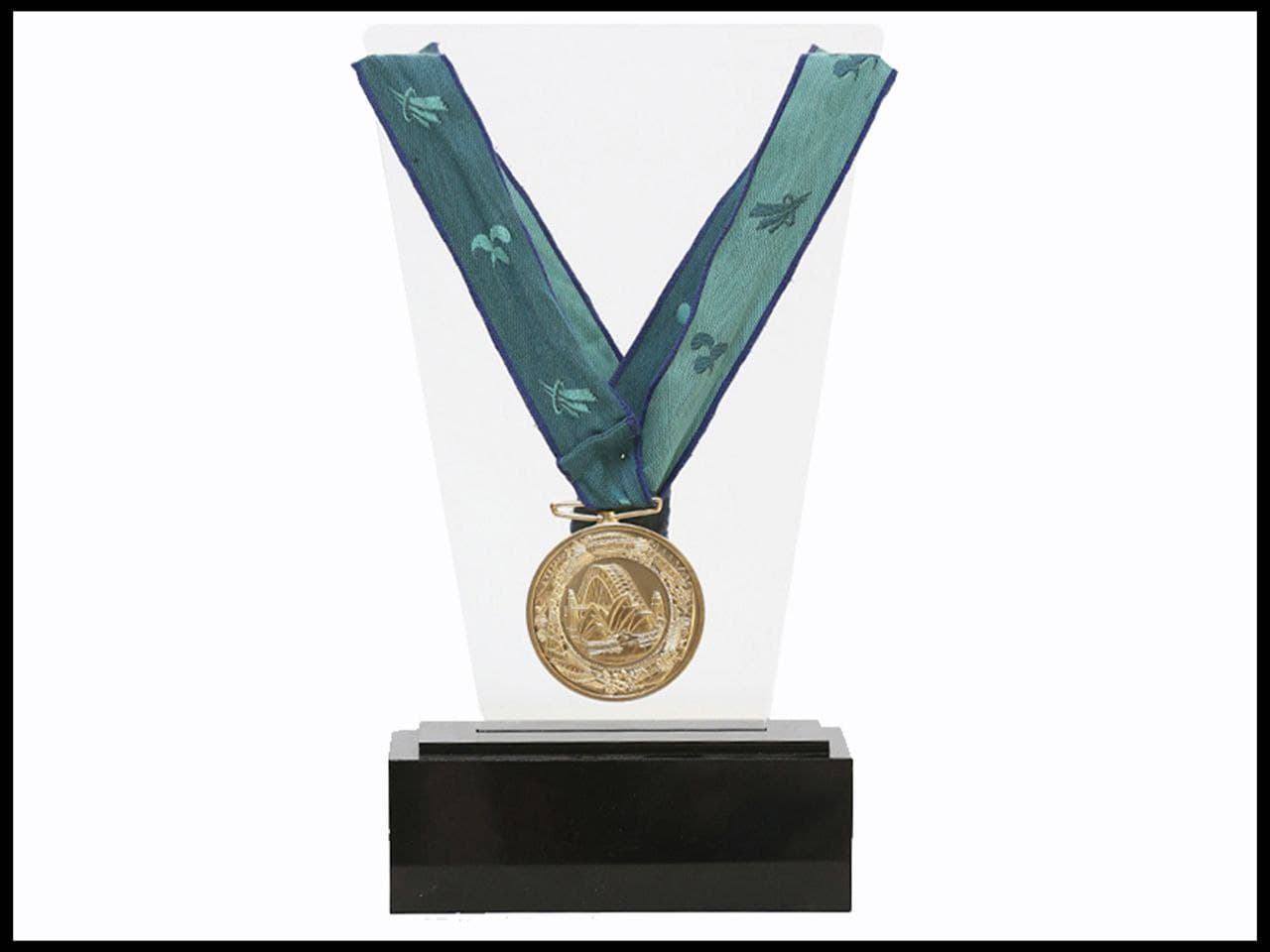
مدال طلا تیراندازی
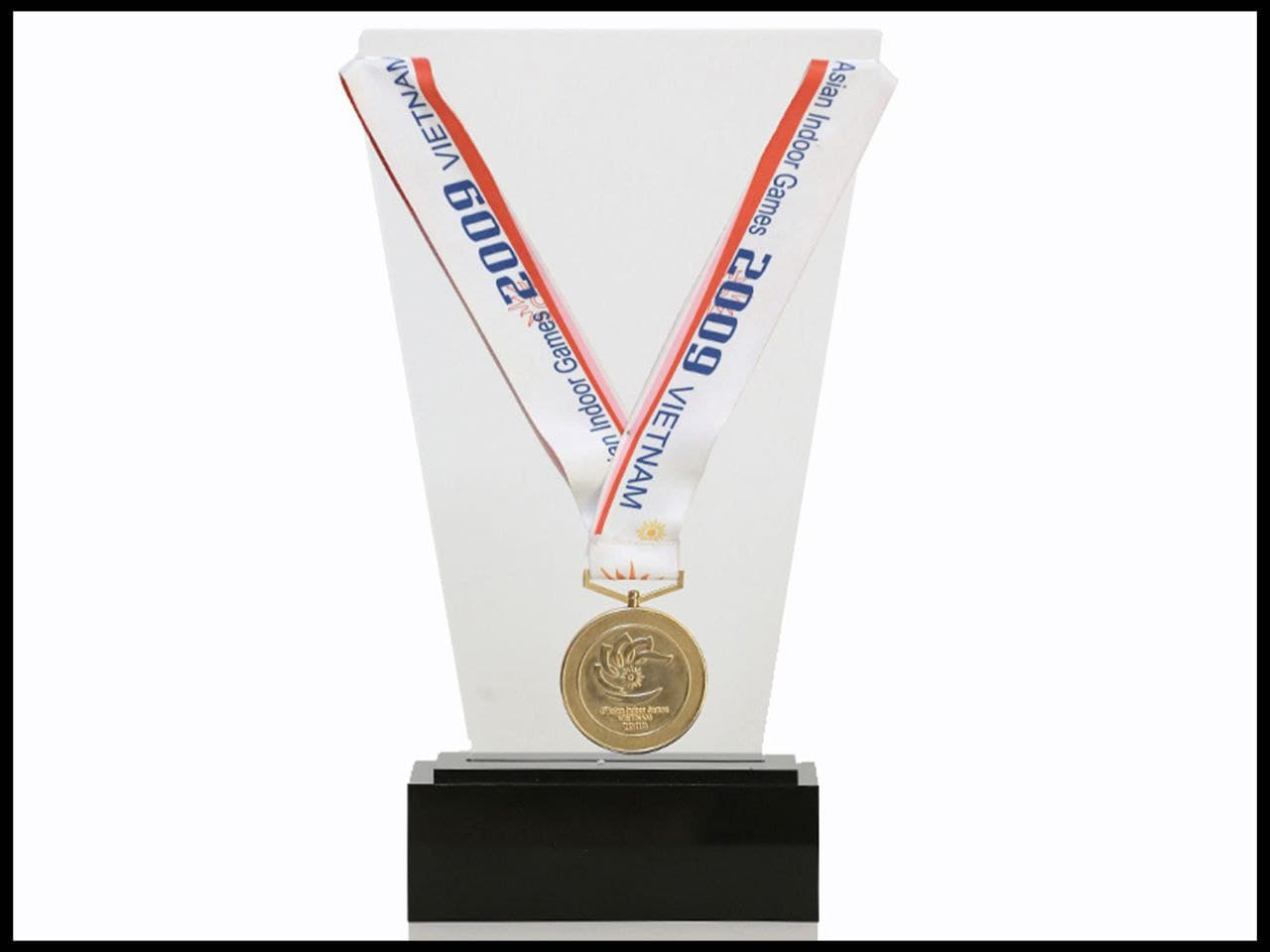
مدال طلا دو و میدانی
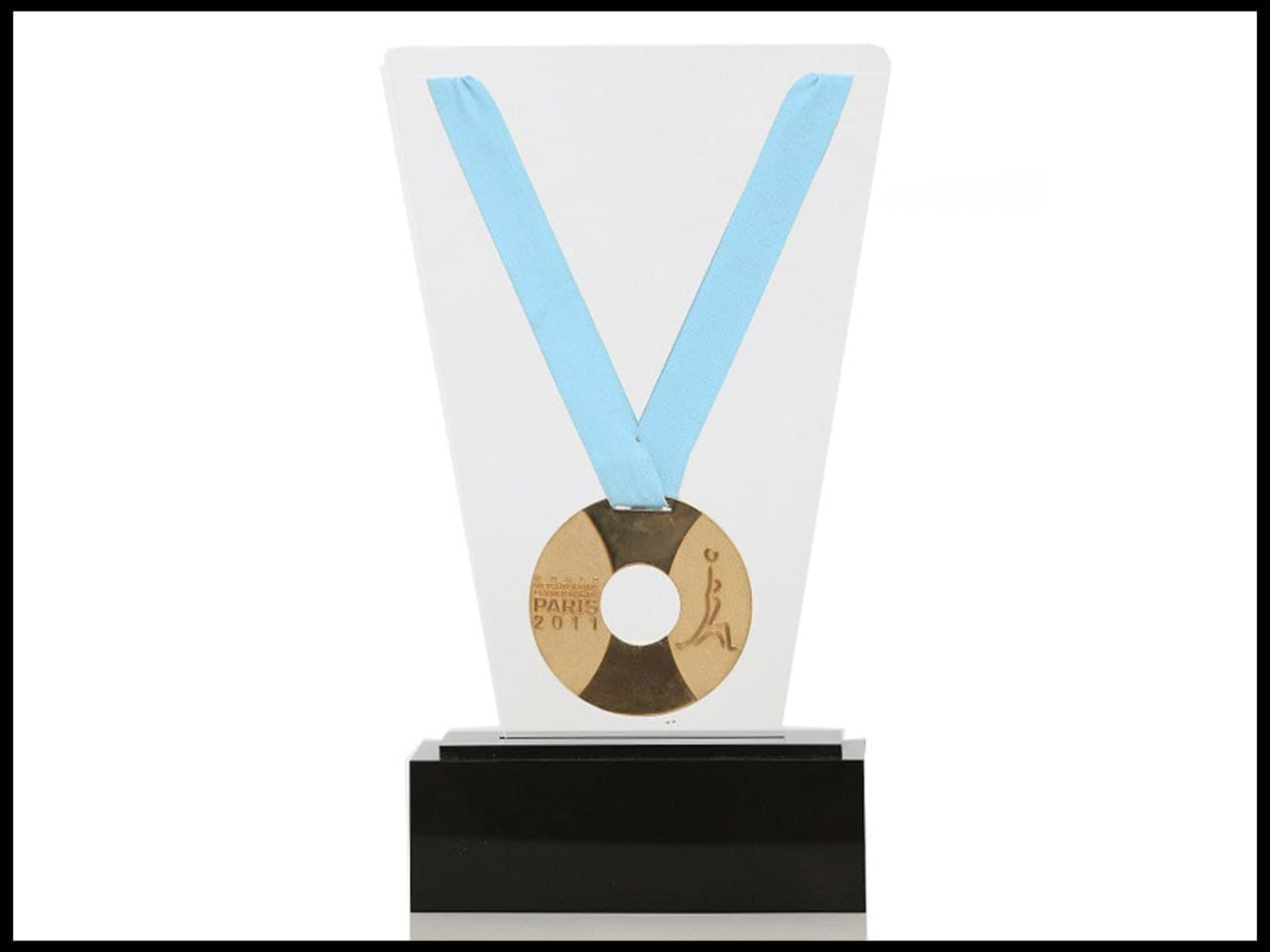
مدال طلا مسابقات جهانی وزنه برداری
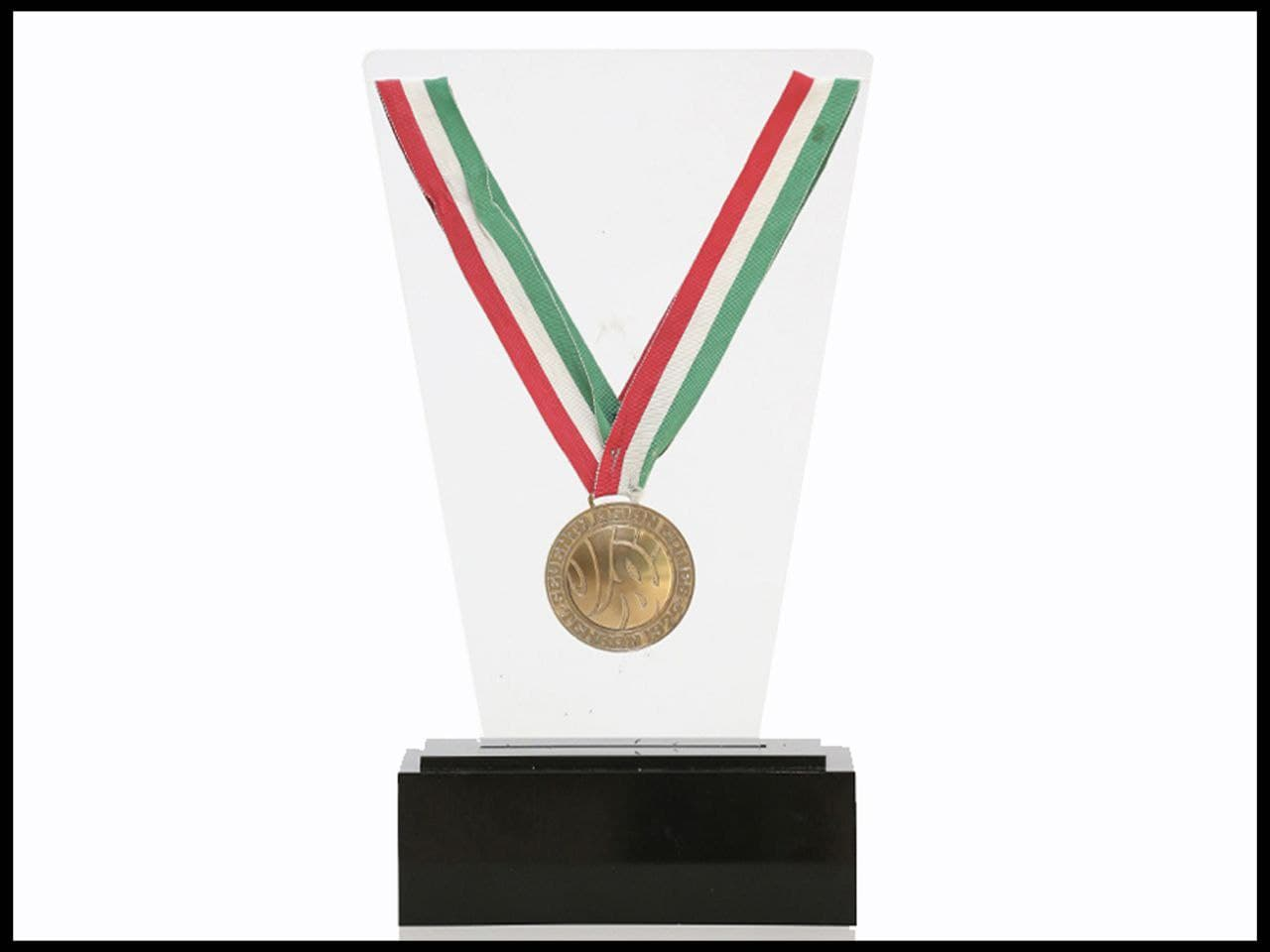
مدال طلای بازی‌های آسیایی